# Long, Long, Long
Pistes de The Beatles
Helter Skelter
(6) Revolution 1
(8)
Long, Long, Long est une chanson des Beatles, écrite par George Harrison et parue sur l'« Album blanc » en 1968. Composée durant le séjour du groupe en Inde, il s'agit de la première chanson dans laquelle Harrison exprime son vécu personnel sur son expérience spirituelle. Sous des dehors de chanson d'amour, le texte est en réalité un message adressé à Dieu, au sujet de la perte de foi dans le catholicisme et d'un retour en verve par la découverte de la spiritualité indienne.
La chanson est enregistrée au cours de deux longues séances les 7 et 8 octobre 1968, ainsi que quelques ajouts le 9, aux studios Abbey Road. Son titre de départ est alors It's Been a Long Long Long Time. Il s'agit d'un morceau calme à base de guitares acoustiques, de piano et d'orgue, auquel John Lennon ne contribue pas.
Publiée juste après le rauque Helter Skelter sur le deuxième disque du double album, Long, Long, Long offre un contraste saisissant qui est, selon certains critiques, sa force, et selon d'autres sa faiblesse. Il s'agit d'un des morceaux les moins connus du groupe. Il a cependant fait l'objet de quelques reprises, et été utilisé pour le générique du film consacré à George Harrison par Martin Scorsese.

## Historique

### Composition

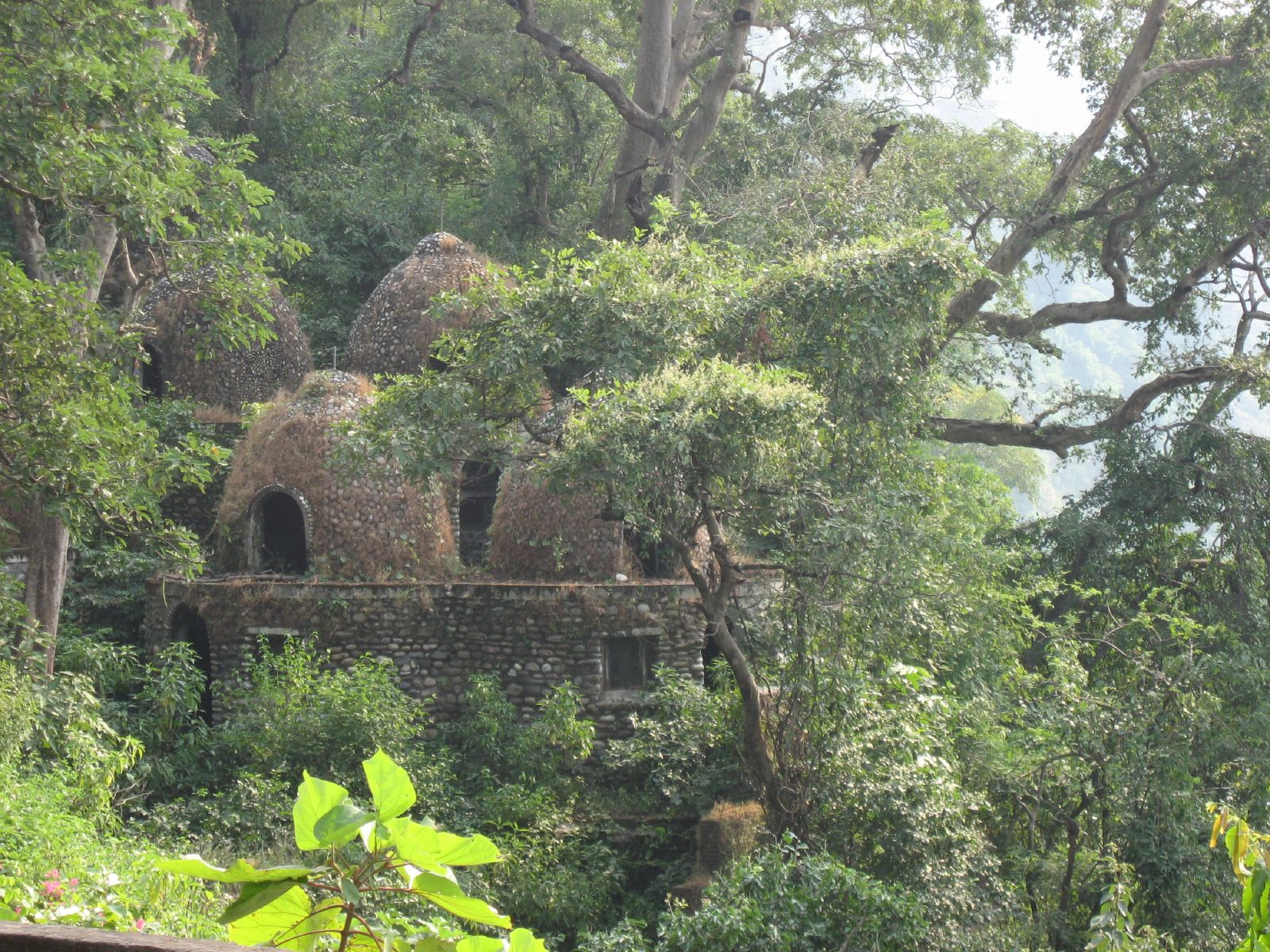
Long, Long, Long est une des chansons composées par George Harrison dans l'ashram du Maharishi Mahesh Yogi en 1968.

En 1968, George Harrison poursuit avec assiduité le chemin spirituel qui s'est ouvert à lui lors de sa découverte de l'Inde, fin 1965. Déjà, sur des albums des Beatles, il a eu l'occasion d'exprimer et de décrire ses découvertes et constats en chanson, notamment dans Within You Without You.  Cela devient peu à peu sa marque de fabrique, et le côté spirituel reste très majoritairement présent dans son œuvre, surtout en solo. Un temps fort de cette période de découverte est le séjour du groupe en Inde auprès du Maharishi Mahesh Yogi. En effet, en dépit de sa fin brutale à la suite d'un différend avec le maître spirituel, le séjour permet aux quatre garçons de s'isoler, de se ressourcer et de composer un grand nombre de chansons. Long, Long, Long fait partie de celles-ci.
Si, jusqu'à présent, Harrison avait exprimé avant tout des conceptions philosophiques générales sur son nouveau mode de pensée, il exprime ici plus personnellement son rapport à Dieu. La chanson évoque le thème de retrouvailles après une longue séparation, ce qui retrace le vécu du compositeur. Adolescent, il avait renoncé à sa foi catholique, déçu par les prêtres et leurs discours (qu'il continue à critiquer toute sa vie, en particulier le Vatican). La découverte de l'hindouisme et sa dévotion nouvelle pour Krishna sont, effectivement, pour George Harrison, des retrouvailles avec le divin, après « un long, long, long moment ». Avec cette chanson, Harrison pose les bases d'un style très personnel, inaugurant une série de chansons sur ses impressions et l'évolution de son sentiment religieux.

### Enregistrement
Long, Long, Long est enregistrée à la fin des séances de travail sur l'« Album blanc », en octobre 1968. Les Beatles commencent déjà à montrer des signes de tension, à tel point que l'ingénieur du son Geoff Emerick a claqué la porte du studio en juillet, atterré par l'ambiance délétère. Le groupe alterne donc périodes de complicité et disputes, et certaines des chansons sont même enregistrées en solo (Julia, Wild Honey Pie...). Les chansons de Harrison posent par ailleurs des problèmes. De longues heures de travail ont été réalisées fin août sur Not Guilty, qui est finalement abandonnée. Début septembre, l'enregistrement de While My Guitar Gently Weeps, appelée à devenir une pièce maîtresse de l'œuvre de George Harrison, a également été très tendu, à tel point que le guitariste a fait appel à son ami Eric Clapton pour améliorer l'ambiance et pousser ses camarades à plus de bonne volonté.

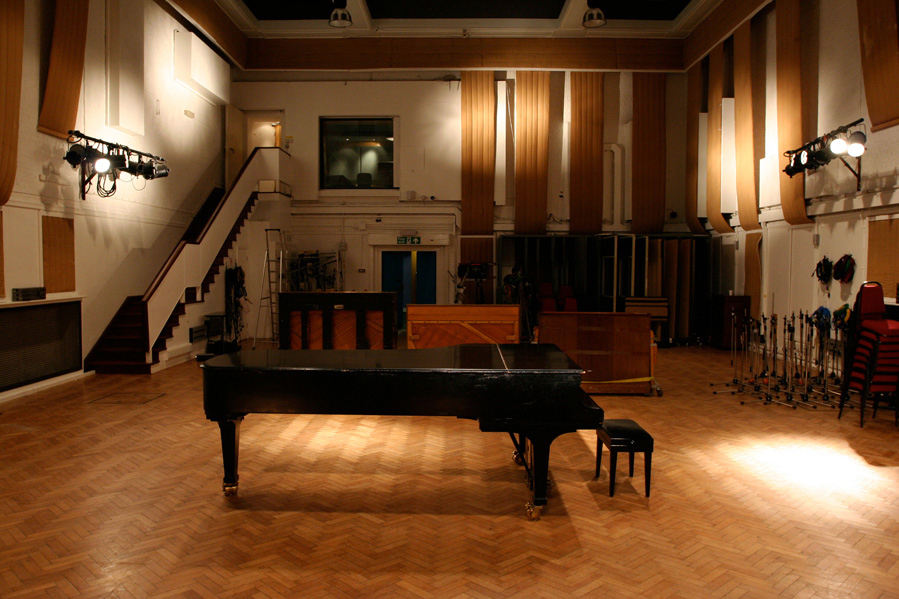
Long, Long, Long est enregistrée au cours de deux séances de 16 heures chacune dans le studio 2 d'Abbey Road.

Dans le cas de Long, Long, Long, l'enregistrement est marqué par l'absence de John Lennon lors de la première séance de travail, le 7 octobre. Les trois autres s'engagent dans une séance fleuve (de 14 h 30 à 7 heures du matin) dans une ambiance plutôt détendue : des plaisanteries sont échangées, le groupe se lance dans plusieurs improvisations... La chanson, qui s'appelle alors It's Been a Long, Long, Long Time (Harrison juge par la suite le titre trop long et le raccourcit) nécessite ce jour-là pas moins de 67 prises. Harrison chante et joue de la guitare acoustique, Paul McCartney est à l'orgue, et Ringo Starr à la batterie. La fin de la séance pousse le groupe à une rapide expérimentation. Une bouteille de vin posée sur l'orgue Hammond dont joue McCartney se met à produire un son étrange combiné à la vibration de la cabine Leslie lorsque ce dernier presse une touche. Le bruit, enregistré et combiné à un roulement de caisse claire, est utilisé pour conclure la chanson.
Le repos du groupe est ensuite de courte durée puisque les Beatles sont de retour dès le lendemain à 16 heures pour une séance de travail qui les entraîne jusqu'à 8 heures du matin. Leur présence aux studios EMI d'Abbey Road est telle qu'ils y conservent des brosses à dents durant cette période. Si le plus gros de la séance consiste à l'enregistrement de deux chansons de Lennon, I'm So Tired et The Continuing Story of Bungalow Bill, le début a permis de terminer Long, Long, Long, Harrison enregistrant une deuxième piste de guitare et de chant tandis que McCartney ajoute sa partie de basse.
Le lendemain, enfin, McCartney ajoute quelques chœurs, tandis que le producteur Chris Thomas ajoute quelques notes de piano. Le mixage stéréo est ensuite réalisé par George Martin et Ken Scott courant octobre.

### Parution et reprises
Long, Long, Long paraît le 22 novembre 1968 sur l'album The Beatles (généralement nommé « Album blanc » pour sa pochette immaculée). L'album est double, au grand désespoir du producteur George Martin : « Je ne pensais pas vraiment que toutes ces chansons valaient la peine d'être publiées, et je le leur ai dit. » Long, Long, Long y est une des quatre chansons de George Harrison (sur un total de trente morceaux), et apparaît en fin de la première face du deuxième disque, juste après le très bouillant Helter Skelter. Les avis divergent à son sujet, la chanson étant tantôt considérée comme le « cœur spirituel » de l'album, tantôt comme un morceau mal placé sur un album plus agité. 

Long, Long, Long apparaît sur le deuxième disque de l'« Album blanc ».

Bien que l'album soit numéro 1 au Royaume-Uni et aux États-Unis, Long, Long, Long est une des chansons les plus méconnues des Beatles. Elle a tout de même fait l'objet d'une dizaine de reprises, en particulier par le groupe Phish et par Tanya Donelly. En 2011, la version originale de la chanson est utilisée pour le générique de fin du film George Harrison: Living in the Material World de Martin Scorsese.

## Analyse musicale

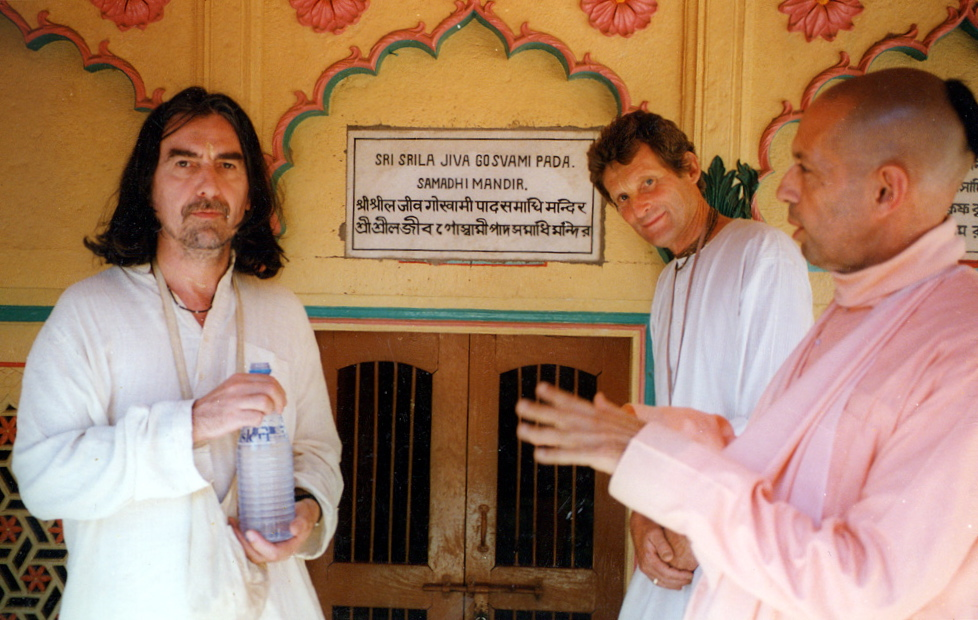
Long, Long, Long est la première chanson dans laquelle George Harrison parle personnellement de sa dévotion à Dieu.

Le texte de Long, Long, Long peut, au sens littéral, être pris pour une chanson d'amour adressée à une femme perdue puis retrouvée. Harrison y exprime la douleur de la recherche à l'aveugle, les larmes inutilement perdues, pour mieux se réjouir des retrouvailles. Cependant, comme souvent chez l'auteur, le sens est double, et la chanson s'adresse en réalité à Dieu,. Si c'est la première fois qu'il recourt à cette astuce, il récidive de façon plus retentissante avec Something qui, devenue  classique des chansons d'amour, s'adresse toujours au divin, de son propre aveu.
D'un point de vue général, la chanson se veut un mélange entre l'Orient et l'Occident. Si les paroles se réfèrent donc à sa spiritualité indienne, le style est proche du folk, transformé par l'ajout d'orgue. Par opposition à Helter Skelter qui la précède, la chanson arbore des sonorités étouffées, des instruments acoustiques et doux, qui créent un contraste très fort. Harrison lui-même chante d'une voix douce et plaintive, donnant parfois l'impression qu'il défaillira avant la fin du morceau ; comme un écho à I'm So Tired du même album, où John Lennon fait de même.
Pour les accords, Harrison s'est inspiré d'une chanson de son ami Bob Dylan, Sad Eyed Lady of the Lowlands, publiée en 1966. Le musicien a en effet été séduit par les passages des accords de ré à mi mineur, puis à la, avant un retour en ré. La chanson alterne le refrain, doux, lent et posé (« It's been a long, long, long time »...) et des couplets plus rapides et forts où Harrison chante ce qu'il ratait, son sentiment de perte. La chanson se conclut sur la vibration de la bouteille sur l'orgue Hammond, accompagnée d'un roulement de caisse claire et d'une plainte du chanteur.

## Fiche technique

### Interprètes
- George Harrison : chant, guitare acoustique
- Paul McCartney : orgue Hammond, basse, chœurs
- Ringo Starr : batterie
- Chris Thomas : piano

### Équipe de production
- George Martin : producteur
- Ken Scott : ingénieur du son
- Mike Sheady : ingénieur du son
- Ken Townsend : ingénieur du son